# Formation d'Orr
Pour les articles homonymes, voir Orr.
La formation d'Orr est une formation géologique du Cambrien supérieur — époques du Miaolingien et du Furongien, étages du Guzhangien et du Paibien — qui s'étend dans plusieurs massifs de l'Utah — la partie centrale et méridionale du chaînon House, les montagnes Cricket (en), les montagnes Wah Wah (en), les montagnes Deep Creek (en), les montagnes Drum (en), le chaînon Dugway (en) et le chaînon Fish Spring (en) —, ainsi que dans le chaînon Snake, dans l'est du Nevada,,,,.
La formation d'Orr a été nommée et décrite par le paléontologue Walcott en 1908, d'après le site de référence Orr Ridge, situé dans la partie centrale du chaînon House,. La formation géologique a ensuite fait l'objet d'une subdivision en 1976.
La formation géologique, qui s'inscrit dans la séquence stratigraphique de Sawq (sections III et IV),,, comprend cinq unités stratigraphiques différentes. Celles-ci sont, par ordre chronostratigraphique : le calcaire de Big Horse, les schistes de Candland, le calcaire de Johns Wash (ayant pour équivalent les schistes de Steamboat Pass au sein de certains massifs), les schistes de Corset Spring, et le calcaire de Sneakover . Ces unités stratigraphiques recèlent des gisements fossilifères, notamment des trilobites et des brachiopodes,,.

## Pour en savoir plus